# (374) Burgundia
(374) Burgundia es un asteroide perteneciente al cinturón de asteroides descubierto el 18 de septiembre de 1893 por Auguste Honoré Charlois desde el observatorio de Niza, Francia.
Está nombrado por Burgundia, antiguo reino y ducado del sur de Francia.